# Johann Strauss (pai)

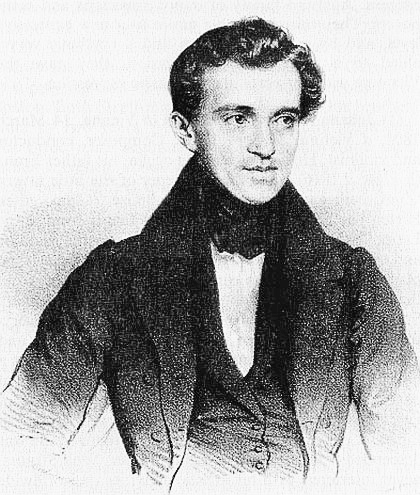
Johann Strauss I

Johann Strauss, dito I (em alemão:  Johann Baptist Strauß, Johann Strauss (Vater); nascido Johann Baptist Strauß ou Johann Baptist Strauss) (Viena, 14 de março de 1804 – Viena, 25 de setembro de 1849) foi um compositor austríaco do período romântico. Ele era famoso por sua música leve, ou seja, valsas, polcas e galopes, que ele popularizou ao lado de Joseph Lanner, estabelecendo assim as bases para seus filhos — Johann, Josef e Eduard — continuarem sua dinastia musical. Ele é mais conhecido por sua composição da Marcha de Radetzky (em homenagem a Joseph Radetzky von Radetz).

## Vida
Johann Strauss nasceu em Leopoldstadt (agora em Viena). Os pais de Strauss, Franz Borgias Strauss (10 de outubro de 1764 – 5 de abril de 1816) e Barbara Dollmann (3 de dezembro de 1770 – 28 de agosto de 1811), eram estalajadeiros (Zum heiligen Florian). Ele foi batizado católico romano.
A mãe de Strauss morreu de 'febre rastejante' quando ele tinha sete anos e cinco anos depois seu pai se afogou, possivelmente como resultado de suicídio, no rio Danúbio. O guardião de Strauss, o alfaiate Anton Müller, colocou-o como aprendiz do encadernador Johann Lichtscheidl; Strauss teve aulas de violino e viola, além de cumprir seu aprendizado.
Strauss tornou-se vice-maestro da orquestra para auxiliar Lanner em comissões depois que se tornou tão popular durante o Fasching (Carnaval) de 1824 e Strauss logo foi colocado no comando de uma segunda orquestra menor que foi formada como resultado do sucesso da orquestra principal. Em 1825, ele decidiu formar sua própria banda e começou a escrever música (principalmente música de dança) depois que percebeu que também poderia imitar o sucesso de Lanner, além de acabar com suas dificuldades financeiras. Ao fazê-lo, ele teria feito de Lanner um sério rival, embora a rivalidade não acarretasse consequências hostis, pois a competição musical foi muito produtiva para o desenvolvimento da valsa, bem como de outras músicas de dança em Viena.
Strauss logo se tornou um dos compositores de dança mais conhecidos e amados em Viena. Durante o carnaval de 1826, Strauss inaugurou sua longa linha de triunfos apresentando sua banda ao público de Viena no Schwan, no subúrbio de Roßau, onde seu Täuberln-Walzer (Op. 1) imediatamente estabeleceu sua reputação. Ele excursionou com sua banda para a Alemanha, Holanda, Bélgica e Grã-Bretanha. A regência e a gestão desta Orquestra Strauss acabariam por passar para as mãos dos seus filhos até a sua dissolução por Eduard Strauss em 1901.
Em uma viagem à França em 1837, Strauss ouviu uma quadrilha e começou a compor quadrilhas, tornando-se o grande responsável pela introdução dessa dança na Áustria no Fasching de 1840, onde se tornou muito popular. Foi esta mesma viagem (em 1837) que provou a popularidade de Strauss com o público de diferentes origens sociais e isso abriu o caminho para formar um plano ambicioso de executar sua música na Inglaterra para a coroação da rainha Vitória em 1838. Strauss também adaptou várias melodias populares de sua época em suas obras de modo a garantir um público mais amplo, como evidenciado na incorporação da abertura de Oberon em sua valsa inicial, "Wiener Carneval", Op. 3, e também o hino nacional francês "La Marseillaise" em seu "Paris-Walzer", Op. 101.
Strauss casou-se com Maria Anna Streim (1801–1870) em 1825 na Igreja Paroquial Católica Romana Lichtental em Viena. O casamento foi relativamente infeliz por causa de suas ausências prolongadas causadas por frequentes viagens ao exterior que levaram a uma alienação gradual. Eles tiveram seis filhos: Johann (nascido em 1825), Josef (nascido em 1827), Anna (nascida em 1829), Therese (nascida em 1831), Ferdinand (nascido em 1834 e vivendo apenas dez meses) e Eduard (nascido em 1835). O primeiro filho de Eduard foi Johann Strauss III.
A casa da família chamava-se 'Hirschenhaus', mas era mais conhecida em Viena como 'Goldener Hirsch' (O Veado Dourado). Strauss era um disciplinador rigoroso e não permitia que nenhum de seus filhos seguisse carreira na música, apesar de terem demonstrado possuir talento musical. Johann Junior iria estudar atividades bancárias, assim como seu irmão Josef Strauss o qual foi destinado à carreira militar, enquanto o mais jovem Eduard Strauss deveria ingressar no consulado austríaco.
Em 1834 Strauss tinha uma amante, Emilie Trampusch, com quem teve oito filhos. Quando seu marido reconheceu abertamente sua paternidade de uma filha nascida de Emilie em 1844, Maria Anna pediu o divórcio. Com o fim do casamento, Anna Strauss decidiu permitir a carreira musical de Johann Strauss II, permitindo-lhe desenvolver suas habilidades como compositor.
Apesar dos problemas familiares, Strauss sênior continuou a fazer turnês com frequência e estava sempre preparado para escrever peças inéditas para inúmeras organizações de caridade. Suas valsas foram gradualmente desenvolvidas de uma dança camponesa rústica para uma que a posteridade reconheceria como a valsa vienense. Elas foram escritas em três tempos com uma breve introdução; muitas vezes com pouca ou nenhuma referência à cadeia posterior de cinco estruturas de valsa de duas partes; geralmente anexando uma curta coda e concluindo em um final emocionante. Seu filho Johann Strauss II expandiu a estrutura da valsa e utilizou mais instrumentos do que seu pai. Embora Johann Strauss I não possuísse um talento musical tão rico quanto o de seu filho mais velho, nem uma mente de negócios tão astuta, ele esteve entre os primeiros compositores de valsa junto com Joseph Lanner a escrever ativamente peças com títulos individuais — com o objetivo de aumentar as vendas de suas partituras — o que permitiu que os entusiastas da música reconhecessem facilmente essas peças. De fato, durante suas apresentações no Sperl-Ballroom em Viena, onde estabeleceu seu nome,
Johann Strauss II frequentemente tocava as obras de seu pai e declarava abertamente sua admiração por elas, embora não fosse segredo para os vienenses que sua rivalidade era intensa, com a imprensa da época alimentando-a. O próprio Johann Strauss I recusou-se a tocar novamente no Dommayer's Casino, que oferecia a seu filho sua estreia como maestro, e deveria superar seu filho durante sua vida em termos de progressão na carreira, embora Strauss II o eclipsasse em termos de popularidade no repertório clássico. Em 1846, Johann Strauss I foi agraciado com o título honorário de KK Hofballmusikdirektor (Diretor de Música para os Bailes da Corte Imperial e Real) pelo Imperador Fernando I.
Strauss morreu em Viena em 25 de setembro de 1849 aos 45 anos de escarlatina contraída de um de seus filhos ilegítimos. Ele foi enterrado no cemitério de Döblinger ao lado de seu amigo Joseph Lanner. Em 1904, ambos os restos mortais foram transferidos para os túmulos de honra no Zentralfriedhof. O antigo Cemitério Döbling é agora um Parque Strauss-Lanner. O próprio Hector Berlioz prestou homenagem ao 'Pai da Valsa Vienense' comentando que "Viena sem Strauss é como a Áustria sem o Danúbio".

## Obra de Johann Strauss I

### Valsas
- Täuberln-Walzer op. 1 Little Doves (1827)
- Döblinger Réunion-Walzer op. 2 Dobling Reunion Waltz
- Wiener Carneval op. 3 Viennese Carnival (1828)
- Kettenbrücke-Walzer op. 4 Suspension Bridge (1828)
- Gesellschafts-Walzer op. 5 Association’s Waltz
- Wiener Launen-Walzer op. 6 Vienna Fancies Waltz
- Tivoli-Rutsch Walzer op. 39 Tivoli-Slide (1830)
- Das Leben ein Tanz oder Der Tanz ein Leben! Walzer op. 49 Life is a Dance
- Elisabethen-Walzer op. 71
- Philomelen-Walzer op. 82
- Paris-Walzer op. 101 (1838)
- Huldigung der Königin Victoria von Grossbritannien op. 103 Homage to Queen Victoria of Great Britain
- Wiener Gemüths-Walzer op. 116 Viennese Sentiments (1840)
- Lorelei Rhein Klänge op. 154 Echoes of the Rhine Loreley (1844)

### Polcas
- Seufzer-Galopp op. 9 Sighing
- Chineser-Galopp op. 20 Chinese
- Einzugs-galopp op. 35 Entrance Galopp
- Sperl-Galopp op. 42
- Fortuna-Galopp op. 69
- Jugendfeuer-Galopp op. 90 Young Spirit
- Cachucha-Galopp op. 97
- Indianer-Galopp op. 111 Red Indian Galopp
- Sperl-Polka op. 133
- Beliebte Annen-Polka op. 137 Beloved Anna
- Piefke und Pufke Polka op. 235

### Marchas
- Marcha Radetzky op. 228 (1848)
- Jellačić-Marsch op. 244